# Wygoda (powiat śremski)
Wygoda – osada leśna w Polsce położona w województwie wielkopolskim, w powiecie śremskim, w gminie Dolsk.
W latach 1975–1998 miejscowość administracyjnie należała do województwa poznańskiego.